# Język drabinkowy

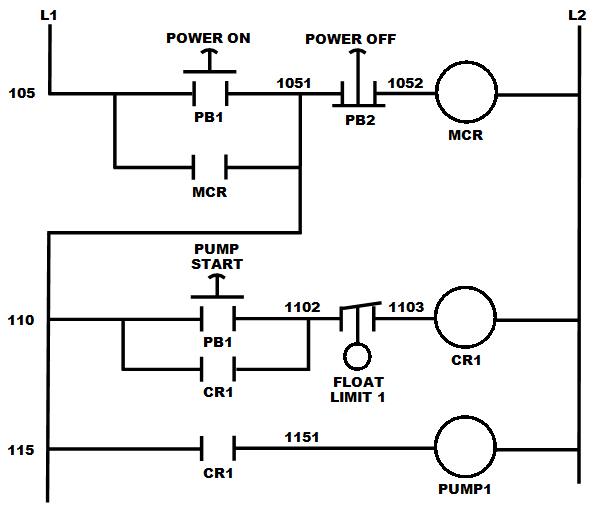
Przykładowy program napisany w języku drabinkowym

Język Drabinkowy/Logika Drabinkowa (LD lub LAD) (ang. Ladder logic (LD or LAD)) – Graficzny język programowania sterowników PLC, pierwotnie był pisemną metodą dokumentacji sterowania przekaźnikowego, stosowanego w produkcji i kontroli procesu. Każde urządzenie w szafie przekaźnikowej było reprezentowane przez symbol na schemacie drabinkowym razem z połączeniami między pokazanymi urządzeniami. Jako język graficzny jest on dla przeciętnego programisty prostszy oraz łatwiejszy w opanowaniu niż przeciętny klasyczny język programowania sterowników.
Ponadto na schemacie drabinkowym zostaną również pokazane inne elementy znajdujące się poza układem przekaźnikowym, takie jak:
- Elementy wykonawcze: pompy, grzejniki, silniki itp.
- Detektory najczęściej: czujniki laserowe, czujniki ciśnienia, czujniki światła oraz czujniki chemiczne itp.

Logika drabinkowa przekształciła się w język programowania, który reprezentuje zapisany program za pomocą symboli logiki przekaźnikowej. Zasady tworzenia programów w języku LD są zawarte w normie IEC 61131-3.
Nazwa wzięła się od wyglądu programu, który dwoma pionowymi szynami i szeregiem poziomych szczebli pomiędzy przypomina drabinę.

## Symbole oraz zasady programowania
Program tworzy się poprzez umieszczanie symboli na schemacie oraz łączenie ich. Sygnał można interpretować jako prąd płynący od lewej szyny do prawej, w niektórych programach niewystępującej. Różnice wynikają z przyjętych przez programistów sposobów działania środowisk programistycznych. Programowanie w języku LAD polega na umieszczaniu pomiędzy „nogami drabiny” ikon symbolizujących rzeczywiste lub istniejące w pamięci sterownika.
| Program napisany w środowisku niewyświetlającym prawej szyny | Program napisany w środowisku wyświetlającym prawą szynę |
| ------------------------------------------------------------ | -------------------------------------------------------- |
|                                                              |                                                          |

### Symbole[3][4][5]
Podstawowymi symbolami są styki oraz cewki.
Styki (ang. contacts) służą jako wejścia w programie, sprawdzają czy zmienna ma wartość 0 lub 1.
-[ ]- Styk normalnie otwarty, bez sygnału sterującego tworzy przerwę w obwodzie, gdy pojawi się sygnał łączy swoje krańce
-[/]- Styk normalnie zamknięty, bez sygnału łączy swoje krańce, gdy pojawi się sygnał tworzy przerwę w obwodzie.
Cewki (ang. coils) Służą do manipulowania zmiennymi,
-( )- Cewka normalnie otwarta, gdy pojawi się na niej sygnał nadaje przypisanej zmiennej wartość 1; gdy nie pojawia się na niej sygnał, cewka przestaje nadawać wartość zmiennej.
-(/)- Cewka normalnie zamknięta, gdy nie pojawia się na niej sygnał, nadaje przypisanej zmiennej wartość 1; gdy dociera do niej sygnał, cewka przestaje nadawać wartość zmiennej.

## Algebra Boole’a[6]

### Logiczne NOT
```
   Przycisk01               Lampka01
------[/]---------------------( )

```

Powyższy program realizuje funkcję logiczna NOT poprzez negację sygnału wejścia.
```
   Przycisk01               Lampka01
------[ ]---------------------(/)

```

Powyższy program realizuje funkcję logiczna NOT poprzez negację sygnału wyjścia.
Oba powyższe programy działają w ten sam sposób.
Gdy Przycisk01 jest wyłączony, lampka01 świeci.
Gdy Przycisk01 jest włączony, lampka01 nie świeci.

### Logiczne AND
```
|   Przycisk01      Przycisk02          Lampka01
|------[ ]--------------[ ]----------------( )
|
|

```

Powyższy program realizuje funkcję:
Gdy Przycisk01 jest włączony oraz przycisk02 jest włączony, to wtedy Lampka01 jest włączona.

### Logiczne OR
```
|        Przycisk01               Lampka01
|-----+------[ ]------+-------------( )
|     |  Przycisk02   |
|     +------[ ]------+
|

```

Powyższy program realizuje funkcję:
Gdy Przycisk01 jest włączony lub przycisk02 jest włączony, to wtedy Lampka01 jest włączona.